# Relações entre Paquistão e Turquia
As relações entre Paquistão e Turquia são as relações diplomáticas estabelecidas entre a República Islâmica do Paquistão e a República da Turquia. O Paquistão e a Turquia são dois estados muçulmanos importantes. O Paquistão goza do status de única nação muçulmana que possui armamento nuclear e tem a sexta maior frota naval em todo o mundo. A Turquia, além de ter um exército forte, está entre os 20 maiores gigantes econômicos do mundo e é uma potência regional emergente no Oriente Médio.
O Paquistão apoia a causa dos cipriotas turcos e, da mesma forma, os turcos sempre apoiaram o Paquistão na questão da Caxemira. Há uma coalescência notável de opiniões entre a Turquia e o Paquistão sobre todas as questões de importância regional e global, incluindo o Oriente Médio, o Afeganistão e o Golfo Pérsico. A Organização de Cooperação Econômica institucionalizou as relações tradicionais de amizade e fraternidade. Enquanto a Turquia é membro da OTAN e o Paquistão é um membro do Movimento dos Países Não Alinhados, a determinação dos dois países de estabelecer laços ainda mais estreitos permanece inalterada.